# Rosina Bulwer-Lytton
Pour les articles homonymes, voir Bulwer-Lytton.
Rosina Bulwer-Lytton, née Doyle Wheeler (4 novembre 1802 - 12 mars 1882), est une femme de lettres anglo-irlandaise. Elle a écrit quatorze romans, un volume d'essais et un volume de lettres. Elle est l'épouse d'Edward Bulwer-Lytton, la mère de Robert Lytton et la belle-sœur d'Henry Bulwer-Lytton.
Elle se marie avec Edward Bulwer-Lytton, romancier et homme politique britannique, en août 1827. Toutefois, son travail littéraire  et ses combats politiques prennent le pas sur son mariage avec Rosina, et ils se séparent en 1836. Trois ans après Rosina Bulwer-Lytton fait paraître un roman intitulé Cizeley, ou l'Homme d'Honneur, dans lequel son mari est sévèrement caricaturé.
En 1858, alors que son mari est candidat au poste de député à la Chambre des communes dans le Hertfordshire, elle apparaît à la tribune et le dénonce avec indignation. À la suite de cette affaire, elle est enfermée comme aliénée, mais on la libère quelques semaines plus tard. Elle fait la chronique de ces événements dans son livre Une Vie rouillée. Pendant des années, elle continue à poursuivre de ses attaques son mari, auquel elle survit neuf ans.

## Enfants
Elle a eu deux enfants avec Edward Bulwer-Lytton :
- Lady Emily Elizabeth Lytton (17 juin 1828 - 29 avril 1848).
- Robert Bulwer-Lytton, 1er comte de Lytton (8 novembre 1831 - 24 novembre 1891), vice-roi des Indes britanniques de 1876 à 1880.

## Œuvre
- Cizeley, ou l'Homme d'Honneur (1839)
- Le Budget de la famille Bulle (1840)
- Le Prince-Duc et le Page: roman historique (1843)
- Bianca Capello: roman historique (1844)
- Mémoires d'une moscovite (1844)
- Les Filles du Pair: roman (1849)
- Miriam sedley, ou les ivraies et le blé : conte réel (1850)
- L'École des maris, ou la Vie et les périodes de Molière (1852)
- Dans les coulisses, roman (1854)
- Le Monde et son épouse, ou une personne de conséquence : roman photographique (1858)
- Très réussi (1859)
- La fée du ménage (1870)
- Where there's a Will there's a Way (1871)
- Chumber Chase (1871)
- Le Divorce de Mauleverer (1871)
- shells from the Sands of time (1876)
- Une Vie rouillée (1880)
- Refutation of an Audacious Forgery of the Dowager Lady's name to a book of the Publication of which she was totally Ignorant (1880).